# Kjell-Åke Nilsson

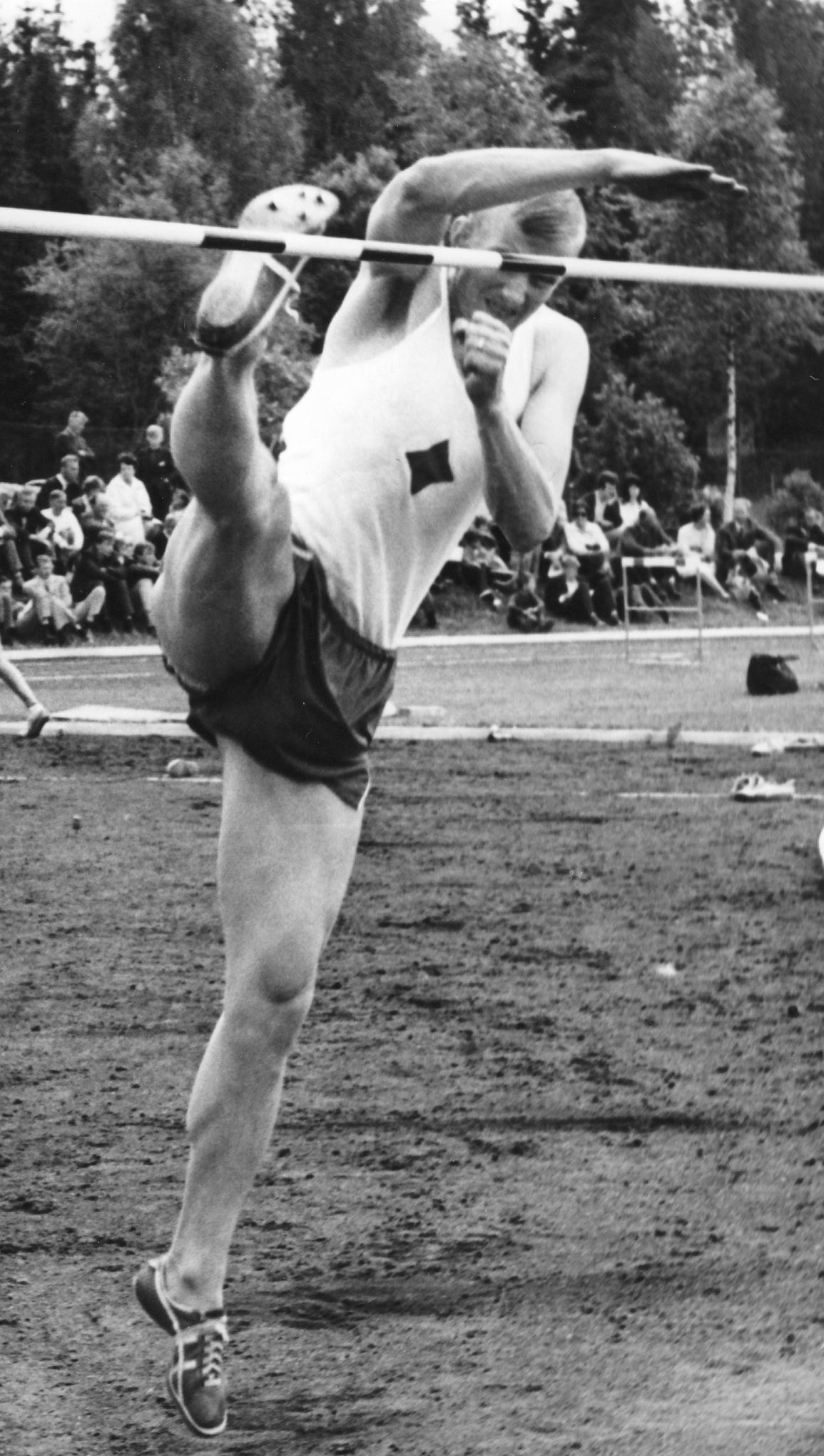
Kjell-Åke Nilsson

Kjell-Åke Nilsson (Kjell-Åke Lennart „Sörmarkarn“ Nilsson; * 5. April 1942 in Östmark, Torsby) ist ein ehemaliger schwedischer Hochspringer.
Bei den Olympischen Spielen 1960 in Rom wurde er Siebter, bei den Europameisterschaften 1962 in Belgrad Zehnter und bei den Olympischen Spielen 1964 in Tokio Sechster.
1966 gewann er Bronze bei den Europäischen Hallenspielen in Dortmund und kam bei den Europameisterschaften in Budapest auf den achten Platz. Bei den Europäischen Hallenspielen 1967 in Prag wurde er Neunter.
1963 wurde er Schwedischer Meister, 1965 Englischer Meister und 1966 Schwedischer Hallenmeister.

## Persönliche Bestleistungen
- Hochsprung: 2,12 m, 3. September 1963, Karlstad
  - Halle: 2,15 m, 28. Februar 1963, Sunne